# Renanthera bella
Renanthera bella är en orkidéart som beskrevs av Jeffrey James Wood. Renanthera bella ingår i släktet Renanthera och familjen orkidéer. Inga underarter finns listade i Catalogue of Life.

## Bildgalleri

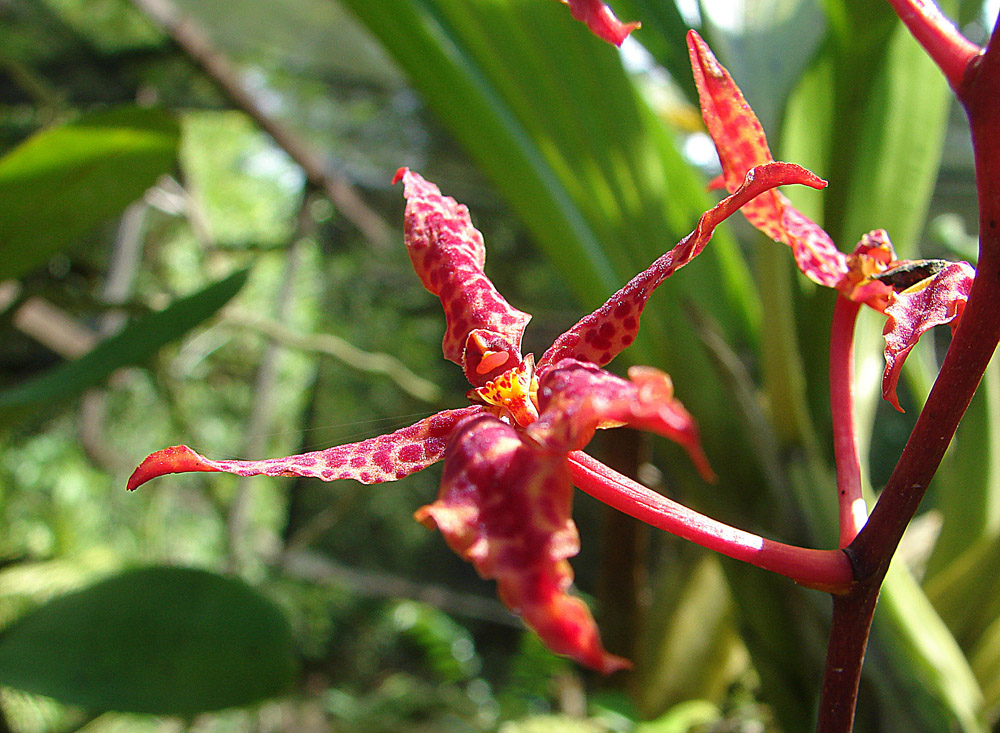